# Brahms Creek
Brahms Creek är ett vattendrag i provinsen British Columbia i Kanada.  Det rinner mot sydväst till sin mynning i Enterprise Creek, nära sjön Slocan Lake. När vattendraget 1979 behövde ett namn på grund av vattenrättigheter namngavs det efter kompositören Johannes Brahms.